# World Gone Wrong
World Gone Wrong ist das 29. Studio-Album von Bob Dylan und zugleich das letzte, das er vorlegen musste, um seinen Vertrag mit Sony aus dem Jahr 1988 zu erfüllen. Es enthält wie das Vorgängeralbum Good as I Been to You ausschließlich Traditionals, die Dylan ohne Begleitband vorträgt. Er produzierte die Platte selbst und nahm alle Lieder in seinem Haus in Malibu auf. 
Die Tonqualität ist entsprechend bescheiden (es gibt sogar das Gerücht, er habe die Lieder auf Kassettenrekorder aufgenommen), die Gitarre ist nicht immer gestimmt.
Dennoch gilt World Gone Wrong als ein respektables Album, das von den Kritikern für seine Ursprünglichkeit gelobt und mit einem Grammy in der Kategorie Best Traditional Folk Album ausgezeichnet wurde. Veröffentlicht wurde World Gone Wrong 1993 auf Columbia Records. Erst 1997 sollte Bob Dylan wieder ein Album mit Eigenkompositionen aufnehmen.

## Titelliste und Dylan-Text
1. World Gone Wrong – 3:57
2. Love Henry – 4:24
3. Ragged & Dirty – 4:09
4. Blood in My Eyes – 5:04
5. Broke Down Engine – 3:22
6. Delia – 5:41
7. Stack A Lee – 3:50
8. Two Soldiers – 5:45
9. Jack-A-Roe – 4:56
10. Lone Pilgrim – 2:43

Die Liner Notes des Albums verfasste Bob Dylan selbst. In dem ABOUT THE SONGS (what they’re about) betitelten Text nennt er u. a. seine Quellen, die Versionen der Traditionals, an denen er sich orientiert hat. Es waren dies im Einzelnen die folgenden Versionen: Von World Gone Wrong und Blood in My Eyes die Fassungen von den Mississippi Sheiks, von Love Henry und Jack-A-Roe die Fassungen von Tom Paley, von Ragged & Dirty die Fassung von Willie Brown, von Broke Down Engine die Fassung von Blind Willie McTell, von Stack A Lee die Fassung von Frank Hutchison, von Two Soldiers die Fassung von Jerry Garcia und von Lone Pilgrim (geschrieben von B. F. White und Adgar M. Pace) die Fassung von Doc Watson. Zu Delia gibt es in dem Text von Dylan keine Quellenangabe, es heißt dort nur: „two or more versions mixed into one“.

## Promotionsvideo
Zu dem Song Blood in My Eyes wurde zeitgleich zum Album ein Schwarzweiß-Promotionsvideo veröffentlicht. Es war aufgenommen worden im Juli 1993 in Camden Town, London, unter der Regie von Dave Stewart. Auch die von Ana Maria Velez aufgenommene farbige Album-Coverfotografie von World Gone Wrong stammt vom damaligen Besuch Dylans in London. Eine spätere offizielle Wiederveröffentlichung des Videos gab es auf einer Bonus-DVD der Limited Edition von Dylans Album Modern Times. 